# تلمبه‌خانه شرکت نفت
تلمبه‌خانه شرکت نفت یک منطقهٔ مسکونی در شهرستان اشتهارد استان البرز ایران است که در دهستان پلنگ‌آباد واقع شده‌است. تلمبه‌خانه شرکت نفت ۷۲ نفر جمعیت دارد.